# اینتسینگ
اینتسینگ (به آلمانی: Inzing) یک منطقهٔ مسکونی در اتریش است که در اینسبروک لند واقع شده‌است. اینتسینگ ۱۹٫۳۷ کیلومتر مربع مساحت دارد ۶۱۶ متر بالاتر از سطح دریا واقع شده‌است.